# Віліне
Ві́ліне (до 1948 року — Бурлю́к, крим. Bürlük та Алма́-Тарха́н крим. Alma Tarhan) — село в Україні, у Бахчисарайському районі Автономної Республіки Крим, центр Вілінської сільської ради.
Село налічує понад 7 тисяч жителів і має практично всю необхідну соціальну та виробничу інфраструктуру — дві середні школи, лікарню, кілька підприємств, магазинів і ресторанів.
В околицях села розташований найбільший у колишньому СРСР колекційний виноградник Інституту виноградарства та вина «Магарач».

## Історія
Поблизу сіл Віліного, Берегового та Піщаного знайдено кам'яні знаряддя праці доби палеоліту і бронзи, залишки двох пізньоскіфських поселень (III ст. до н. е.— III ст. н. е.). Городище і могильник того ж часу досліджуються біля Піщаного.
18 травня 1948 року указом Президії Верховної Ради Української РСР село Бурлюк було перейменоване на Віліне на честь генерал-майора радянської авіації Івана Петровича Віліна, загиблого в 1944 році.
У 2015 році село було внесено до переліку населених пунктів, які потрібно перейменувати згідно із законом «Про засудження комуністичного та націонал-соціалістичного (нацистського) тоталітарних режимів в Україні та заборону пропаганди їхньої символіки».
У 2017 р. археологи знайшли фрагменти воріт, оборонного валу, сторожової вежі, бруківки. Серед дрібних предметів — черепиця, різні бронзові прикраси, наконечники стріл, дротики, давньоримська монета і т. д. Знахідки датують ІІ ст. до н. е. — І ст. н. е. і пов'язують з пізньоскіфським населенням.
У 2023 році у проєкті Постанови Верховної Ради України «Про перейменування деяких населених пунктів Автономної Республіки Крим» село запропоновано перейменувати на Алма-Тархан.

## Релігія
У селі діє мечеть Алма-Тархан. Збудована 2001 року під керівництвом Духовного управління мусульман Криму. Фінансував будівництво громадянин Саудівської Аравії.

## Населення
За даними перепису населення 2001 року, у селі мешкало 6913 осіб. Мовний склад населення села був таким:
| Мова              | Число ос. | Відсоток |
| ----------------- | --------- | -------- |
| українська        | 593       | 8,58     |
| російська         | 4682      | 67,73    |
| кримськотатарська | 1290      | 18,66    |
| білоруська        | 22        | 0,32     |
| вірменська        | 8         | 0,12     |
| молдавська        | 7         | 0,1      |
| болгарська        | 1         | 0,01     |
| німецька          | 1         | 0,01     |
| угорська          | 1         | 0,01     |

## Галерея

Мечеть Алма-Тархан